# P. V. Ramana
Pusarla Venkata Ramana es un exjugador de voleibol profesional y un empleado de los Ferrocarriles de la india. Fue un miembro del equipo de voleibol nacional indio. 
En los 1986 Juegos asiáticos,  formó parte del equipo que ganó una medalla de bronce en voleibol.Fue galardonado con el Premio de Arjuna en 2000 por su contribución al voleibol de la India .

## Familiar
La esposa de Ramana Vijaya es de Hyderabad , Telangana , y también ha sido una jugadora de voleibol a nivel nacional . Tienen dos hijas . La hija menor Sindhu es una jugadora de bádminton que ganó una medalla de plata en los Juegos Olímpicos de 2016 en Río de Janeiro .